# Stéphanie Genna
Stéphanie Genna est une haltérophile française née le 21 décembre 1970.
Dans la catégorie des moins de 56 kg, elle est médaillée de bronze à l'arraché, à l'épaulé-jeté et au total aux Championnats du monde d'haltérophilie 1987, médaillée d'argent aux Championnats d'Europe d'haltérophilie 1988 et médaillée de bronze à l'arraché aux Championnats du monde d'haltérophilie 1988. Elle est également sept fois championne de France.
Athlète du CREPS de Toulouse, elle avait pour entraineur national de l'équipe de France Jean Bonhoure (qu'elle surnommait "le grand Schtroumpf").